# James Dabill
James Dabill   (Leeds, 17 d'abril de 1986) és un antic pilot de trial anglès. L'any 2005 va guanyar el Campionat del Món de trial júnior i el 2006 el Campionat d'Europa amb Beta. També va guanyar tres vegades els Sis Dies d'Escòcia de Trial i quatre l'Scott Trial entre el 2007 i el 2019, a més de vuit campionats britànics entre el 2009 i el 2018.
A finals de la temporada del 2020, James Dabill va anunciar la seva retirada definitiva de les competicions.

## Palmarès
| Any             | Motocicleta     | C. del Món outdoor | C. del Món indoor | Campionat britànic | Altres                                    | Títols |
| --------------- | --------------- | ------------------ | ----------------- | ------------------ | ----------------------------------------- | ------ |
| 2004            | Beta            | -                  | -                 | 7è                 |                                           |        |
| 2005            | Beta            | 17è                | -                 | 4t                 | Campió del Món júnior                     | 1      |
| 2006            | Beta            | 9è                 | 7è                | 4t                 | Campió d'Europa                           | 1      |
| 2007            | Montesa         | 8è                 | -                 | 10è                | Victòria als SSDT                         |        |
| 2008            | Montesa         | 8è                 | 7è                | 10è                |                                           |        |
| 2009            | Gas Gas         | 7è                 | -                 | 1r                 |                                           | 1      |
| 2010            | Gas Gas         | 6è                 | 4t                | 1r                 | Victòria al Scott Trial                   | 1      |
| 2011            | Beta            | 8è                 | 7è                | 1r                 | Victòria als SSDT                         | 1      |
| 2012            | Beta            | 6è                 | -                 | 1r                 |                                           | 1      |
| 2013            | Beta            | 6è                 | 7è                | 2n                 |                                           |        |
| 2014            | Beta            | 6è                 | 4t                | 1r                 | Victòria al Scott Trial                   | 1      |
| 2015            | Vertigo         | 8è                 | 6è                | 1r                 |                                           | 1      |
| 2016            | Vertigo         | 7è                 | 9è                | 1r                 | Victòria al Scott Trial                   | 1      |
| 2017            | Gas Gas         | 6è                 | 6è                | -                  |                                           |        |
| 2018            | Beta            | 7è                 | 6è                | 1r                 |                                           | 1      |
| 2019            | Beta            | 6è                 | 11è               | 10è                | Victòria als SSDT Victòria al Scott Trial |        |
| 2020            | Beta            | 9è                 | -                 | 3r                 |                                           |        |
| Total victòries | Total victòries |                    |                   |                    | 7                                         |        |
| Total títols    | Total títols    | 0                  | 0                 | 8                  | 2                                         | 10     |

Notes
1. ↑  Al total de títols s'hi compten tots els campionats estatals o internacionals guanyats
2. ↑  Al total de victòries s'hi compten totes les aconseguides als SSDT i al Scott Trial